# Nämlichkeitsbescheinigung
Eine Nämlichkeitsbescheinigung dient im deutschen Zollwesen dazu, einen bestimmten – in der Regel wertvollen – Gegenstand eindeutig zu identifizieren, d. h. seine Nämlichkeit formell nachzuweisen. Zollrechtlich dient sie als Nachweis dafür, dass der betreffende Gegenstand in der EU erworben bzw. dort bereits versteuert wurde.

## Verwendung
Bei der Einfuhr von insbesondere nicht im Zollgebiet der Union erworbenen Waren nach Deutschland sind für diese regelmäßig Einfuhrabgaben zu entrichten. Kann für einen einzuführenden Gegenstand jedoch eine Nämlichkeitsbescheinigung vorgelegt werden, ist die Einfuhr dieses Gegenstandes abgabenfrei.
Die Ausstellung einer Nämlichkeitsbescheinigung ist somit insbesondere für wertvolle persönliche Gegenstände ratsam, wenn sie für einen bestimmten Zeitraum – etwa im Rahmen einer Reise – ausgeführt und anschließend wiedereingeführt werden.

## Ausstellung
Eine Nämlichkeitsbescheinigung wird vor der Ausfuhr von jeder Zollstelle unter Vorführung des betreffenden Gegenstandes ausgestellt. Verwendung finden hierbei die Formulare
- 0329 – „Auskunftsblatt INF 3“[4]

oder
- 0330 – „Vereinfachte Nämlichkeitsbescheinigung im Reiseverkehr“[5] (nur für die Wiedereinreise nach Deutschland)